# Asthenargus matsudae
Asthenargus matsudae là một loài nhện trong họ Linyphiidae.
Loài này thuộc chi Asthenargus. Asthenargus matsudae được Kendo Saito & Ono miêu tả năm 2001.